# Kübra Güran Yiğitbaşı

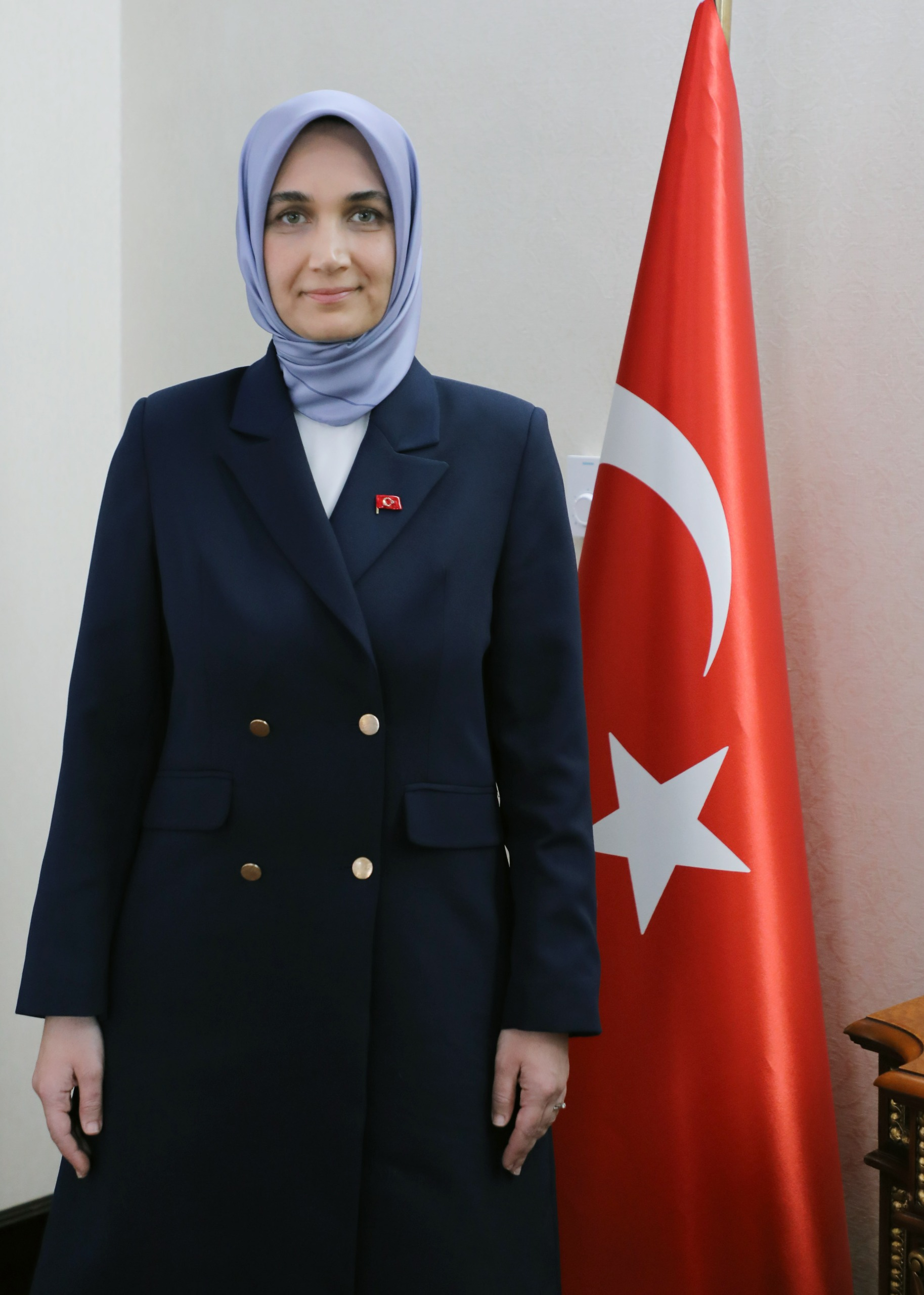
Kübra Güran Yiğitbaşı

Kübra Güran Yiğitbaşı (* 1979 in Ankara) ist eine türkische Bürokratin, Akademikerin und Autorin. Seit dem 12. Mai 2022 ist sie Gouverneurin von Afyonkarahisar und damit die erste Frau mit Kopftuch in diesem Amt in der Geschichte der Türkei.

## Biografie
Yiğitbaşı besuchte zunächst eine İmam-Hatip-Schule und setzte ihre Ausbildung anschließend an der Fakultät für Kommunikation der Universität Ankara im Studiengang Radio, Fernsehen und Kino fort. Anschließend absolvierte sie ihren Master im Fach Angewandte Psychologie an der Istanbul Ticaret Üniversitesi. Ihre Promotion schloss sie 2012 an der Marmara-Universität im Fachbereich Journalismus ab.
Im Jahr 2019 übernahm Yiğitbaşı die Funktion einer Vertreterin in der Generalversammlung des Basın İlan Kurumu (Amt für Presseanzeigen). Am 5. August 2021 wurde sie zur stellvertretenden Ministerin im Ministerium für Familie und Sozialdienste ernannt. Ihre Berufung zur Gouverneurin von Afyonkarahisar erfolgte am 12. Mai 2022 durch ein Präsidialdekret.